# Jonathan Manuel Valle
Jonathan Manuel Valle Montes (El Salvador; 21 de noviembre de 2000) es un futbolista salvadoreño. Juega de guardameta y su equipo actual es el FAS de la Primera División de El Salvador.

## Trayectoria
En el 2020 Jonathan pasó a formar parte del Platense luego de formar parte de las reservas de FAS. Luego de su exitoso pase al Platense en el 2021, Valle regreso al Club Deportivo FAS de la Primera División de El Salvador.

## Clubes
Actualizado al último partido jugado el 13 de abril de 2025.
| Club Deportivo FAS · El Salvador            | 1.ª                 | 2021-22             | 7  | (9)  | - | - | - | -   | 7  | (9)  |
| Club Deportivo FAS · El Salvador            | 1.ª                 | 2022-23             |    |      |   |   |   |     |    |      |
| Club Deportivo FAS · El Salvador            | 1.ª                 | 2023-24             | 13 | (19) | - | - | 1 | (5) | 14 | (24) |
| Club Deportivo FAS · El Salvador            | 1.ª                 | 2024-25             | 8  | (12) | - | - | - | -   | 8  | (12) |
| Club Deportivo FAS · El Salvador            | 1.ª                 | 2025-26             |    |      |   |   |   |     |    |      |
| Club Deportivo FAS · El Salvador            | Total               | Total               | 28 | (40) | 0 | 0 | 1 | (5) | 29 | (45) |
| Total en su carrera                         | Total en su carrera | Total en su carrera | 28 | (40) | 0 | 0 | 1 | (5) | 29 | (45) |
| (2) No incluye goles en partidos amistosos. |                     |                     |    |      |   |   |   |     |    |      |

Reservas/Segunda División de El Salvador
| Club                    | País        | Año         |
| ----------------------- | ----------- | ----------- |
| Club Deportivo FAS      | El Salvador | 2019 - 2020 |
| Club Deportivo Platense | El Salvador | 2020 - 2021 |

## Palmarés
| Título           | Club     | País        | Torneo           |
| ---------------- | -------- | ----------- | ---------------- |
| Liga de Ascenso  | Platense | El Salvador | Apertura 2020-21 |
| Liga de Ascenso  | Platense | El Salvador | Clausura 2021    |
| Primera División | FAS      | El Salvador | 2022             |